# Inés San Martín
Inés San Martín(ová) (* 1986 Rosario, provincie Santa Fe, Argentina) je argentinská novinářka, bývalá spoluvydavatelka a vedoucí římských novin Crux v letech 2014–2022, od září 2022 je viceprezidentkou pro marketing a komunikaci Papežských misijních společností v USA.
Martínová vystudovala magisterský obor komunikace na Australské univerzitě (Universidad Austral) v Argentině a v říjnu 2012 začala pracovat jako novinářka v deníku Valores Religiosos Clarín. Byla zodpovědná za mezinárodní komunikaci pro Světové dny mládeže 2013.
V červnu 2014 začala pracovat na nově vytvořeném projektu Crux, který podporoval The Boston Globe a vedl John L. Allen Jr. a z něhož se v dubnu 2016 staly nezávislé noviny. San Martínová byla korespondentkou ve Vatikánu až do července 2018, kdy se stala odpovědnou za noviny v Římě a spoluredaktorkou s Allenem. S papežem Františkem procestovala více než 30 zemí.
Přednášela o papeži Františkovi, Vatikánu a církevní komunikaci ve Spojených státech, Chile, Mexiku, Itálii a Irsku.